# M. A. Chidambaram Stadium
Das M. A. Chidambaram Stadium ist ein Cricket-Stadion in der indischen Stadt Chennai. Der heutige Name geht auf den ehemaligen Präsidenten des indischen Cricketverbandes (BCCI), M. A. Chidambaram, zurück. Zuvor wurde der Platz auch unter den Bezeichnungen Madras Cricket Club Ground und Chepauk Stadium geführt. Das M. A. Chidambaram Stadium liegt im Stadtteil Chepauk und dient heute unter anderem als Heimstätte des Indian-Premier-League-Clubs Chennai Super Kings und war bei allen Cricket World Cups, die in Indien ausgespielt wurden, Austragungsort.

## Kapazität & Infrastruktur
Ursprünglich hatte das Stadion eine Kapazität von ca. 36.000 Zuschauern. Im Hinblick auf den Cricket World Cup 2011 wurden Umbaumaßnahmen in Angriff genommen, die die Kapazität auf insgesamt 50.000 Zuschauer ausgeweitet haben. Die Flutlichtanlage wurde zum Cricket World Cup 1996 hin installiert. Die Ends heißen Anna Pavilion End und V. Pattabhiraman Gate End. Momentan fasst das Stadion 39.000 Zuschauer.

## Internationales Cricket
Das erste Testspiel wurde hier im Februar 1934 gegen England ausgetragen. Von besonderer Bedeutung ist das Stadion für die indische Cricket-Nationalmannschaft, da sie hier, als sie England im Jahr 1951 besiegen konnte, ihren ersten Testspielsieg holte. Bei den Cricket World Cups wurden ebenfalls zahlreiche Spiele in diesem Stadion ausgetragen. Beim Cricket World Cup 1987 waren es zwei Vorrundenspiele, beim Cricket World Cup 1996 ein Viertelfinale und beim Cricket World Cup 2011 vier Vorrundenspiele. Bei der ICC Women’s World Twenty20 2016 wurden ebenfalls Partien hier ausgetragen und auch beim Cricket World Cup 2023 fanden in dem Stadion Spiele statt.

## Verwendung in der IPL
In der Indian Premier League dient die Spielstätte als Heimstadion der Chennai Super Kings, die das Endspiel der Indian Premier League 2010 und damit die Meisterschaft gewinnen konnten. In der Indian Premier League 2011 wurden zusätzlich ein weiteres Play-off-Spiel und das Finale in diesem Stadion ausgetragen.

## Galerie

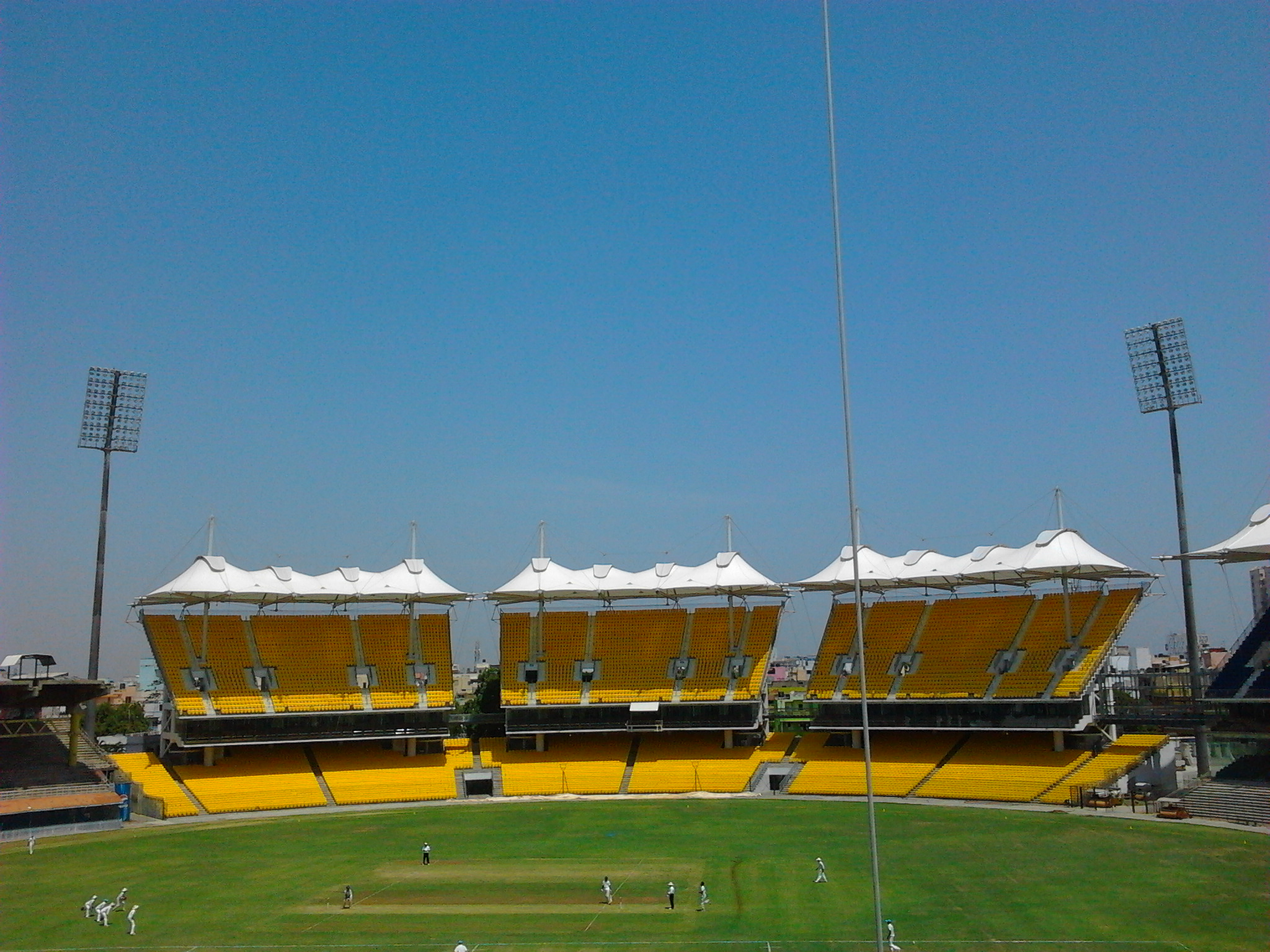
Die für den Cricket World Cup 2011 errichtete Tribüne mit Überdachung
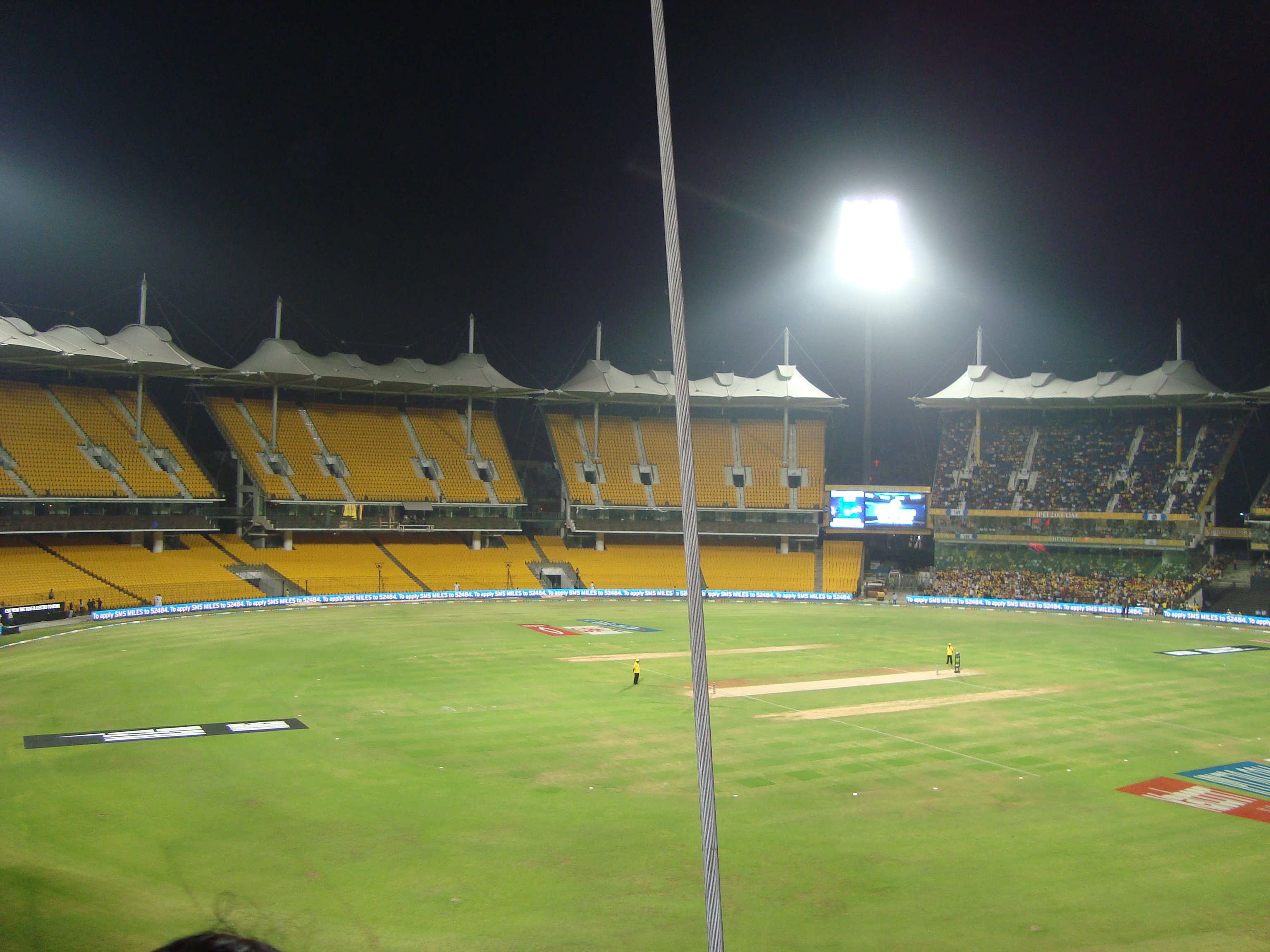
Das Stadion bei Nacht
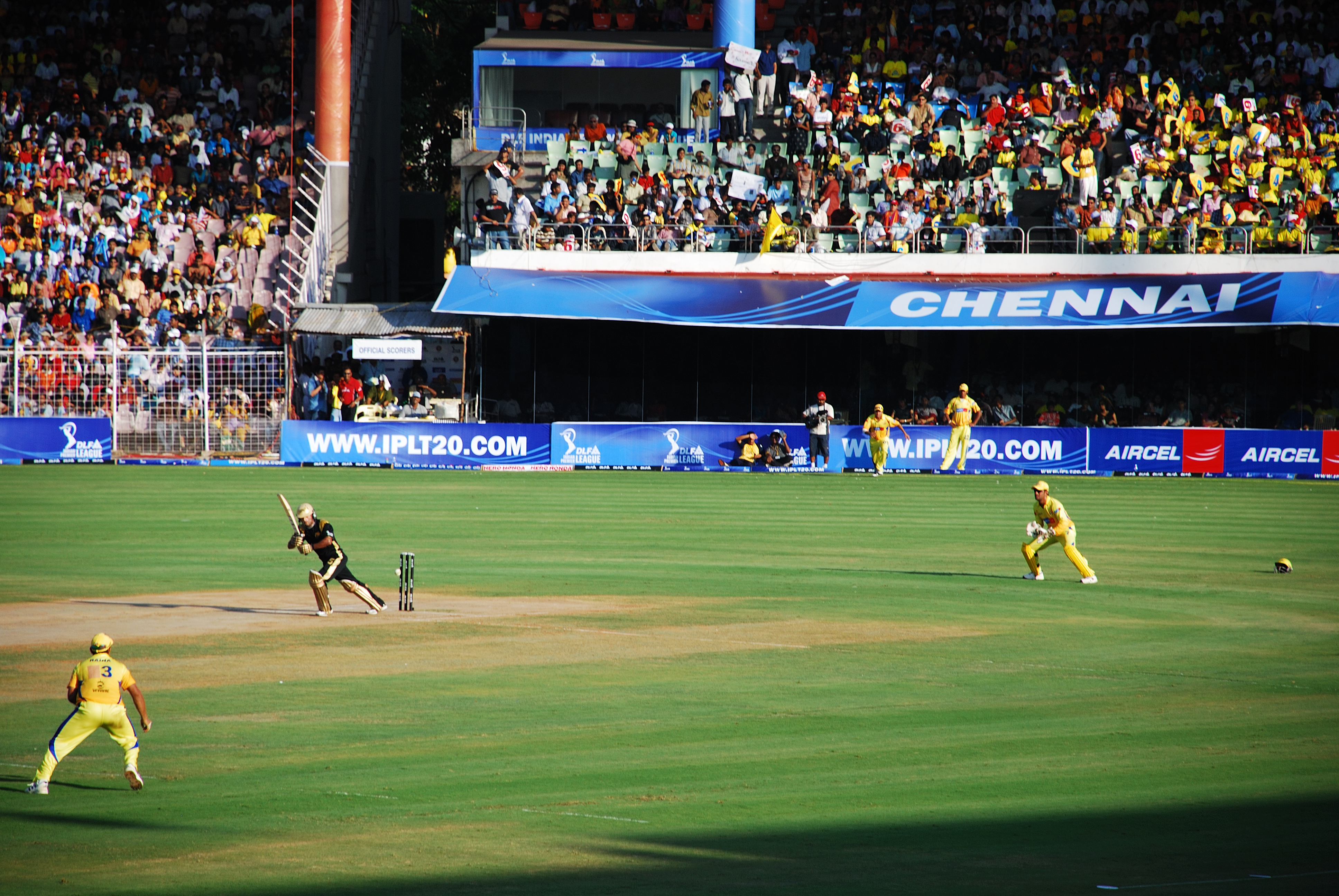
Spiel der IPL 2012 zwischen den Chennai Super Kings und den Kolkata Knight Riders